# Djebel Grouz
Le djebel Grouz (جبل قروز) est le deuxième point culminant de la chaîne de montagnes qui entoure Béchar dans la région de la Saoura (Algérie). Son altitude est de 1 835 mètres.